# 鲸虱
鲸虱是節肢動物門軟甲綱的海洋寄生动物，生物学亲缘关系与其最接近的动物是生活在浅水中的麦杆虫类。鲸虱寄生在鲸类动物的表皮上，并因此得名。

## 外观
鲸虱体长在0.8厘米至2厘米之间，外观为浅灰色，体态扁平，尾部退化。其肢节末端呈钩状，以便于附着在寄主的表皮之上。

## 习性
鲸虱分为若干种，每种都寄生在特定的鲸类身上。不同种的鲸虱与鲸间的这种对应寄生关系在须鲸身上尤其明显。一些鲸虱选择寄主的性别，例如Cyamus catodontis多寄生于雄性抹香鲸身上，Neocyamus physeteris则寄生于雌性抹香鲸及幼鲸身上。
鲸虱通过口钳及节肢附着在鲸类体表。常见的寄生部位包括皮肤伤口、生殖器褶皱、口腔边缘、鼻孔、眼睑和鳍褶。Cyamus rhachianecti通过口钳在鲸类皮肤上咬出凹陷的伤口，然后寄居在伤口内。单头须鲸身上的鲸虱数量可达10万只。在游动速度较快的齿鲸身上，鲸虱数量相对较少。
鲸虱无法游泳，通过鲸类之间的身体接触而转换寄主。生物学家可通过研究鲸虱来辨别鲸类种群之间的亲缘关系。
鲸虱的寄生生活持续终生。其食物为藻类和浮游生物。虽然鲸虱给寄主造成微小的皮肤损伤，但对寄主的健康没有伤害。

## 不完全的分类

### Cyamus属
- Cyamus balaenopterae
- Cyamus boopis
- Cyamus catodontis
- Cyamus erraticus

### Isocyamus属
- Isocyamus delphinii
- Isocyamus deltobrachium
- Isocyamus kogiae

### Platycyamus属
- Platycyamus thompsoni

### Syncyamus属
- Syncyamus aequus
- Syncyamus pseudorcae